# Changqiao (köpinghuvudort i Kina, Henan Sheng, lat 33,94, long 113,35)
Changqiao (kinesiska: 长桥镇) är en köpinghuvudort i Kina. Den ligger i provinsen Henan, i den centrala delen av landet, omkring 96 kilometer söder om provinshuvudstaden Zhengzhou. Antalet invånare är 52 110. Befolkningen består av 24 556 kvinnor och 27 554 män. Barn under 15 år utgör 21,0 %, vuxna 15-64 år 69 %, och äldre över 65 år 9,0 %.
Runt Changqiao är det mycket tätbefolkat, med 2 181 invånare per kvadratkilometer. Närmaste större samhälle är Jia Xian Chengguanzhen, 13,4 km väster om Changqiao. Trakten runt Changqiao består till största delen av jordbruksmark.
Genomsnittlig årsnederbörd är 819 millimeter. Den regnigaste månaden är september, med i genomsnitt 157 mm nederbörd, och den torraste är januari, med 5 mm nederbörd.